# Astrix
Аві Шмайлов відомий під псевдонімом Астрікс (івр. אבי שמיילוב) — ізраїльський діджей і продюсер музики в жанрі Транс. У 2006 році Астрікс посів 41-шу позицію в щорічному рейтингу «100 найкращих ді-джеїв» DJMag.
Астрікс каже, що його музика має міцні, драйвові баси та висхідні мелодії. Багато хто вважав би його стиль кросовером між «фулл-он» та «клубним» жанрами трансу, прикладом стилю є збірка Psychedelic Academy.